# Хосравани, Атаулла
Атаулла Хосравани (перс. عطاالله خسروانی‎, 1919, Мехеллат — сентябрь 2005, Париж) — иранский государственный деятель. Он был генеральным секретарем Иранской партии Новин и занимал несколько постов в правительстве в 1960-х годах.

## Ранняя жизнь и образование
Хосравани родился в Тегеране в 1919 году. У него было шесть сводных братьев от первого брака отца. Он окончил начальную школу Адаб и неполную среднюю школу Тарват . Затем он поступил в колледж Альборз в Тегеране. Он получил степень бакалавра социальных наук во Франции .

## Карьера
После своего возвращения в Иран Хосравани вместе со своим братом основал журнал под названием « Афкар Иран ». Затем его назначили атташе посольства Ирана в Париже. Он занимал пост министра труда в трех последовательных кабинетах, начиная с 9 мая 1961 года. Сначала он работал в кабинете министров во главе с премьер-министром Али Амини и сменил на этом посту Ахмада Али Бахрами. Он также работал в кабинете премьер-министра Асадоллы Алама с февраля 1963 г. по март 1964 г. Он сохранил свой пост в следующем кабинете во главе с Хасаном Али Мансуром с 7 марта 1964 г., а также в кабинете Амира Аббаса Ховейды с января 1965 г. .
Хосравани был назначен генеральным секретарем партии Иран-Новин в 1965 году, когда был убит премьер-министр Хасан Али Мансур, занимавший пост генерального секретаря партии. Затем он был назначен министром внутренних дел в кабинет, возглавляемый премьер-министром Амиром Аббасом Ховейдой. Срок Хосравани на посту генерального секретаря партии Иран-Новин закончился в 1969 году, и он также был исключен из кабинета эмира Аббаса Ховейды. Манучехр Калали был преемником Хосравани на посту генерального секретаря Иранской партии Новин.
В отчете ЦРУ от февраля 1976 г. говорилось, что в середине 1974 г. шах Мохаммад Реза Пехлеви тайно поручил Хосравани проанализировать статус Иранской партии Новин и реорганизовать ее. В конце своего расследования Хосравани стал соавтором отчета, который отчасти привел к закрытию партии в 1975 году.

## Личная жизнь
Живя в Париже, Хосравани женился на француженке и имел сына.